# Конклин, Тай
Тай Конклин (англ. Ty Conklin; 30 марта 1976, Анкоридж, Аляска, США) — американский хоккеист. Амплуа — вратарь. Прозвища — «Конкканен» (англ. "Conkkanen"), «Конкс» (англ. "Conks").
На драфте НХЛ не выбирался. 17 апреля 2001 года как свободный агент подписал контракт с «Эдмонтон Ойлерз». 6 июля 2006 года как неограниченно свободный агент подписал контракт с «Коламбус Блю Джекетс». 27 февраля 2007 года обменян в «Баффало Сэйбрз». В сезоне 2007/08 играл за «Питтсбург Пингвинз». В сезоне 2008/09 играл за «Детройт Рэд Уингз». После два сезона — 2009/10 и 2010/11 — провел в команде «Сент-Луис Блюз». В сезоне 2011/12 вернулся в «Детройт Рэд Уингз». В 2012 году завершил игровую карьеру, став тренером вратарей.

## Достижения
- Бронзовый призёр чемпионата мира: 2004 (сборная США)
- Признан лучшим вратарём чемпионата мира: 2004
- Включён в первую (2001) и вторую (2000) символическую сборную NCAA-Восток
- Признан игроком года в подразделении NCAA Hockey East: 2000 (наряду с Майком Мотто)

## Статистика
```
                                            
Season   Team                        Lge    GP   Min   GA  EN SO   GAA   W   L   T   Svs    Pct
-----------------------------------------------------------------------------------------------
1996-97  Green Bay Gamblers          USHL   30  1609   86   0  1  3.21  19   7   1   847  0.908
1998-99  U. of New Hampshire         NCAA   22  1338   41   0  0  1.84  18   3   1     0  0.000
1999-00  U. of New Hampshire         NCAA   37  2194   91   0  1  2.49  22   8   6   893  0.908
2000-01  U. of New Hampshire         NCAA   34  2048   70   0  0  2.05  17  12   5   804  0.920
2001-02  Edmonton Oilers             NHL     4   148    4   0  0  1.62   2   0   0    66  0.939
2001-02  Hamilton Bulldogs           AHL    37  2043   89   2  1  2.61  13  12   8   970  0.916
2002-03  Hamilton Bulldogs           AHL    38  2140   91   2  4  2.55  19  13   3   973  0.914
2003-04  Edmonton Oilers             NHL    39  2085   84   2  1  2.42  17  14   4   875  0.912
2004-05  Wolfsburg Grizzly Adams     DEL    11   623   31   0  0  2.99   0   0   0   355  0.920
2005-06  Hamilton Bulldogs           AHL     3   152    8   0  0  3.17   1   2   0    78  0.907
2005-06  Hartford Wolf Pack          AHL     2   130    5   0  0  2.31   1   0   1    68  0.932
2005-06  Edmonton Oilers             NHL    18   922   43   3  1  2.80   8   5   1   316  0.880
2006-07  Buffalo Sabres              NHL     5   227   13   0  0  3.43   1   2   0   107  0.892
2006-07  Columbus Blue Jackets       NHL    11   491   27   0  0  3.30   2   3   2   183  0.871
2006-07  Syracuse Crunch             AHL    19  1085   60   1  0  3.32   3  12   3   551  0.902
2007-08  Pittsburgh Penguins         NHL    33  1866   78   1  2  2.51  18   8   5   935  0.923
2007-08  Wilkes-Barre/Scranton Pen   AHL    18  1058   39   1  2  2.21  11   7   0   445  0.919
2008-09  Detroit Red Wings           NHL    40  2246   94   4  6  2.51  25  11   2   939  0.909
2009-10  St. Louis Blues             NHL    26  1451   60      4  2.48  10  10   0        0.921
2010-11  St. Louis Blues             NHL    25  1285   69      2  3.22   8   8   0        0.881
2011-12  Detroit Red Wings           NHL

                                            --- Regular Season ---  ---- Playoffs ----
Season   Team                        Lge    GP    G    A  Pts  PIM  GP   G   A Pts PIM
--------------------------------------------------------------------------------------
1995-96  Green Bay Gamblers          USHL   30    0    1    1    4
1996-97  Green Bay Gamblers          USHL   30    0    0    0   21  17   0   2   2   0
1998-99  U. of New Hampshire         NCAA   22    0    1    1    2
1999-00  U. of New Hampshire         NCAA   37    0    3    3    8
2000-01  U. of New Hampshire         NCAA   34    0    0    0    0
2001-02  Edmonton Oilers             NHL     4    0    0    0    0  --  --  --  --  --
2001-02  Hamilton Bulldogs           AHL    37    0    0    0   21   7   0   0   0   0
2002-03  Hamilton Bulldogs           AHL    38    0    1    1    4  17   0   1   1   2
2003-04  Edmonton Oilers             NHL    38    0    0    0   17  --  --  --  --  --
2004-05  Wolfsburg Grizzly Adams     DEL    11    0    0    0    0  --  --  --  --  --
2005-06  Edmonton Oilers             NHL    18    0    0    0    2   1   0   0   0   0
2005-06  Hamilton Bulldogs           AHL     3    0    0    0    0  --  --  --  --  --
2005-06  Hartford Wolf Pack          AHL     2    0    0    0    0  --  --  --  --  --
2006-07  Syracuse Crunch             AHL    19    0    1    1    2  --  --  --  --  --
2006-07  Columbus Blue Jackets       NHL    11    0    0    0    0  --  --  --  --  --
2006-07  Buffalo Sabres              NHL     5    0    0    0    2  --  --  --  --  --
2007-08  Wilkes-Barre/Scranton Pen   AHL    18    0    0    0    2  --  --  --  --  --
2007-08  Pittsburgh Penguins         NHL    33    0    1    1    4  --  --  --  --  --
2008-09  Detroit Red Wings           NHL    40    0    0    0    4   1   0   0   0   0
--------------------------------------------------------------------------------------
         NHL Totals                        149    0    1    1   29   2   0   0   0   0

```